# Campeonato regional de fútbol de Sal 2014-15
El campeonato regional de Sal 2014-15 se juega en la isla de Sal. Empezó el 10 de enero de 2015 y terminó el 19 de abril de 2015. El equipo que finalice campeón le dará una plaza par jugar el campeonato caboverdiano de fútbol 2015. El torneo lo organiza la asociación regional de fútbol de Sal (ARFS). El SC Verdun es el equipo defensor del título. El campeonato consta de 10 jornadas con partidos de ida y vuelta. Todos los partidos se juegan en el estadio Marcelo Leitão situado en Espargos.

## Equipos participantes
- Académica do Sal
- Académico do Aeroporto
- Futebol Clube Juventude
- Palmeira
- Santa Maria
- Verdun

## Tabla de posiciones
Actualizado a 19 de abril de 2015
|   | Equipo                     | PJ | PG | PE | PP | GF | GC | DG  | PTS |
| - | -------------------------- | -- | -- | -- | -- | -- | -- | --- | --- |
| 1 | Académico do Aeroporto (C) | 10 | 5  | 5  | 0  | 21 | 3  | +18 | 20  |
| 2 | Palmeira                   | 10 | 5  | 5  | 0  | 14 | 5  | +9  | 20  |
| 3 | Santa Maria                | 10 | 4  | 2  | 4  | 14 | 12 | +2  | 14  |
| 4 | Sport Clube Verdun         | 10 | 3  | 3  | 4  | 7  | 9  | -2  | 12  |
| 5 | Futebol Clube Juventude    | 10 | 3  | 3  | 4  | 11 | 14 | -3  | 12  |
| 6 | Académica do Sal           | 10 | 0  | 2  | 8  | 5  | 29 | -24 | 2   |

|  | Clasificado para el campeonato caboverdiano de fútbol 2015. |

(C) Campeón

## Resultados
| Juventude     | 1 - 1 | Académico Aeroporto | 10 de enero | 14:00 |
| Académica Sal | 1 - 1 | Santa Maria         | 10 de enero | 16:00 |
| Verdun        | 2 - 2 | Palmeira            | 11 de enero | 16:00 |

| Palmeira            | 3 - 0 | Académica Sal | 17 de enero | 14:00 |
| Académico Aeroporto | 1 - 0 | Verdun        | 17 de enero | 16:00 |
| Santa Maria         | 4 - 2 | Juventude     | 18 de enero | 16:00 |

| Santa Maria         | 0 - 1 | Verdun    | 31 de enero  | 14:00 |
| Académico Aeroporto | 0 - 0 | Palmeira  | 31 de enero  | 16:00 |
| Académica Sal       | 2 - 3 | Juventude | 1 de febrero | 16:00 |

| Verdun              | 2 - 1 | Académica Sal | 7 de febrero | 14:00 |
| Palmeira            | 0 - 0 | Juventude     | 7 de febrero | 16:00 |
| Académico Aeroporto | 2 - 0 | Santa Maria   | 8 de febrero | 16:00 |

| Santa Maria   | 1 - 1 | Palmeira            | 14 de febrero | 14:00 |
| Juventude     | 1 - 2 | Verdun              | 14 de febrero | 16:00 |
| Académica Sal | 0 - 6 | Académico Aeroporto | 15 de febrero | 16:00 |

| Palmeira            | 1 - 0 | Verdun        | 21 de febrero | 14:00 |
| Académico Aeroporto | 1 - 1 | Juventude     | 21 de febrero | 16:00 |
| Santa Maria         | 2 - 0 | Académica Sal | 22 de febrero | 16:00 |

| Juventude     | 1 - 2 | Santa Maria         | 14 de marzo | 14:00 |
| Académica Sal | 1 - 3 | Palmeira            | 14 de marzo | 16:00 |
| Verdun        | 0 - 0 | Académico Aeroporto | 15 de marzo | 16:00 |

| Juventude | 1 - 0 | Académica Sal       |                | 21 de marzo | 14:00 |
| Verdun    | 0 - 2 | Santa Maria         | Marcelo Leitão | 21 de marzo | 16:00 |
| Palmeira  | 0 - 0 | Académico Aeroporto |                | 22 de marzo | 16:00 |

| Santa Maria   | 1 - 2 | Académico Aeroporto | Marcelo Leitão | 11 de abril | 14:30 |
| Académica Sal | 0 - 0 | Verdun              | Marcelo Leitão | 11 de abril | 16:30 |
| Juventude     | 0 - 2 | Palmeira            | Marcelo Leitão | 12 de abril | 16:30 |

| Académico Aeroporto | 8 - 0 | Académica Sal | 18 de abril | 14:00 |
| Palmeira            | 2 - 1 | Santa Maria   | 18 de abril | 16:00 |
| Verdun              | 0 - 1 | Juventude     | 19 de abril | 16:00 |

Nota: El horario de los partidos corresponde con UTC-1

### Evolución de las posiciones
| Equipo / Jornada        | 01 | 02 | 03 | 04 | 05 | 06 | 07 | 08 | 09 | 10 |
| ----------------------- | -- | -- | -- | -- | -- | -- | -- | -- | -- | -- |
| Académica do Sal        | 6  | 6  | 6  | 6  | 6  | 6  | 6  | 6  | 6  | 6  |
| Académico do Aeroporto  | 3  | 3  | 2  | 1  | 1  | 1  | 1  | 1  | 1  | 1  |
| Futebol Clube Juventude | 5  | 5  | 5  | 4  | 5  | 5  | 5  | 5  | 5  | 5  |
| Palmeira                | 1  | 1  | 1  | 3  | 3  | 2  | 2  | 2  | 2  | 2  |
| Santa Maria             | 4  | 2  | 3  | 5  | 4  | 4  | 3  | 3  | 3  | 3  |
| Verdun                  | 2  | 4  | 4  | 2  | 2  | 3  | 4  | 4  | 4  | 4  |

| Campeón Académico do Aeroporto 12.o título |

## Estadísticas
- Mayor goleada: Académico Aeroporto 8 - 0 Académica do Sal (18 de abril)
- Partido con más goles: Académico Aeroporto 8 - 0 Académica do Sal (18 de abril)
- Mejor racha ganadora:

Verdun; 3 jornadas (jornada 3 a 5)
Santa Maria; 3 jornadas (jornada 6 a 8)
- Mejor racha invicta: Palmeira y Académico Aeroporto; 10 jornadas (jornada 1 a 10)
- Mejor racha marcando: Santa Maria; 6 jornadas (jornada 5 a 10)
- Mejores racha imbatida: Académico Aeroporto; 4 jornadas (jornada 2 a 5)